# Lacconectus heinertzi
Lacconectus heinertzi är en skalbaggsart som beskrevs av Michel Brancucci 1986. Lacconectus heinertzi ingår i släktet Lacconectus och familjen dykare. Inga underarter finns listade i Catalogue of Life.